# Rajella leoparda
Rajella leoparda is een vissensoort uit de familie van de Rajidae. De wetenschappelijke naam van de soort is voor het eerst geldig gepubliceerd in 1923 door von Bonde & Swart.